# O Pai Tirano (2022)
O Pai Tirano é um filme português de comédia realizado por João Gomes, e adaptado por Patrícia Müller e Miguel Viterbo, e conta com nomes no elenco como José Raposo, Miguel Raposo, Carolina Loureiro e Jessica Athayde. A estreia em Portugal ocorreu a 21 de julho de 2022.

## Sinopse
O filme trata-se de um remake do filme de 1941 com o mesmo nome, onde esta nova versão do enredo continua a ser passada nos anos 40 e recheada de humor, previsões futuristas e imagens de Lisboa e Portugal.

## Elenco
- José Raposo como Santana
- Miguel Raposo como Chico
- Carolina Loureiro como Gracinha
- Jessica Athayde como Tatão
- Cleia Almeida como Laura
- Diogo Amaral como Artur
- Diogo Valsassina como Pinto
- Fátima Severino
- Igor Regalla como Lopes
- João Craveiro como Machado
- Jorge Mourato como Cirilloff
- Liliana Santos
- Marcantónio Del Carlo como Seixas
- Mafalda Vilhena como Cândida
- Rita Loureiro como Emilia
- Rita Poças
- Rui Luís Brás como Prata
- Susana Blazer
- Com a participação de: Rita Blanco como Teresa

## Minissérie
Após a estreia do filme, estaria inicialmente prevista uma versão em minissérie para estrear na SIC em 2022, acabando por ser decidido mais tarde lançar a minissérie na OPTO, plataforma de streaming do canal. Com três episódios e com mais 50 minutos de história, foi lançada a 16 de dezembro de 2022.

## Prémios
| Ano  | Prémio                       | Categoria   | Por         | Resultado | Ref.   |
| ---- | ---------------------------- | ----------- | ----------- | --------- | ------ |
| 2023 | 27.ª gala dos Globos de Ouro | Melhor Ator | José Raposo | Indicado  | [ 10 ] |